# Lydia Hortélio
Lydia Maria Hortélio Cordeiro de Almeida (Salvador, 13 de outubro de 1932) é uma educadora e musicóloga brasileira.

## Biografia
Passou a infância em Serrinha (Bahia). Estudou piano e canto orfeônico em Salvador. Continuou sua formação na Europa, onde se inspirou nos trabalhos de Bela Bartók e Zoltán Kodály com as composições tradicionais húngaras para crianças. De volta ao Brasil, passou a registrar e catalogar as manifestações de cultura brasileira especialmente na zona rural de Serrinha, reunindo uma coleção de mais de 3.000 brinquedos musicais.  Aprofundou seus estudos de etnomusicologia na Universidade de Berna.
Fundou a Casa das Cinco Pedrinhas, instituição de pesquisa e difusão da Cultura da Criança e da música brasileira. O nome foi inspirado nos versos "Ao anoitecer brincamos as cinco pedrinhas/no degrau da porta de casa", de Fernando Pessoa (em O Guardador de Rebanhos).
Como conselheira do Centro de Referência Integral de Adolescentes, em Salvador, desenvolveu um programa para formação de Educadores Brincantes, preparando jovens de diversas comunidades da capital baiana para utilizar os brinquedos e jogos na educação infantil.
Reuniu no CD ABRA A RODA tin do lelê uma série de cantigas tradicionais, interpretadas por crianças da escola Casa Redonda e dos jovens da orquestra de percussão Zabumba, com participação especial de Antônio Nóbrega.
Recebeu em 2009 a Ordem do Mérito Cultural do Ministério da Cultura.